# Podomoro
Podomoro is een bestuurslaag in het regentschap Pringsewu van de provincie Lampung, Indonesië. Podomoro telt 4494 inwoners (volkstelling 2010).